# Katarzyna Szperkiewicz
Katarzyna Szperkiewicz (ur. 23 maja 2001) – polska kajakarka, olimpijka z Paryża 2024.
Zawodniczka klubu  AZS AWF Poznań. Wicemistrzyni świata U-23 i wicemistrzyni Europy U-23 w konkurencji C1 200. Zdobyła także tytuł wicemistrzyni Polski w tej konkurencji.
W 2024 na igrzyskach olimpijskich w Paryżu zajęła 17. miejsce w konkurencji C1 200. 